# St. Denys Church

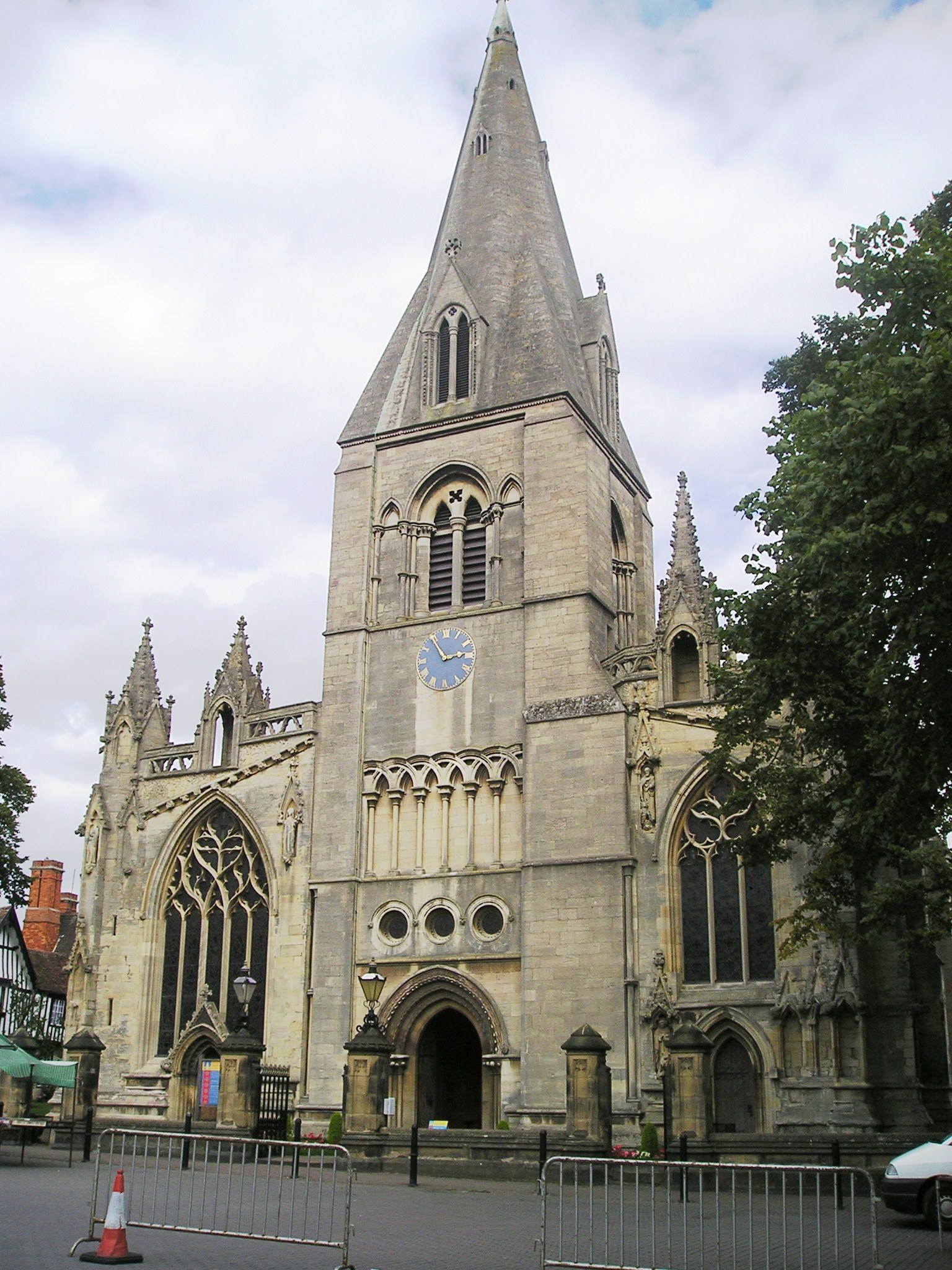
Westfassade

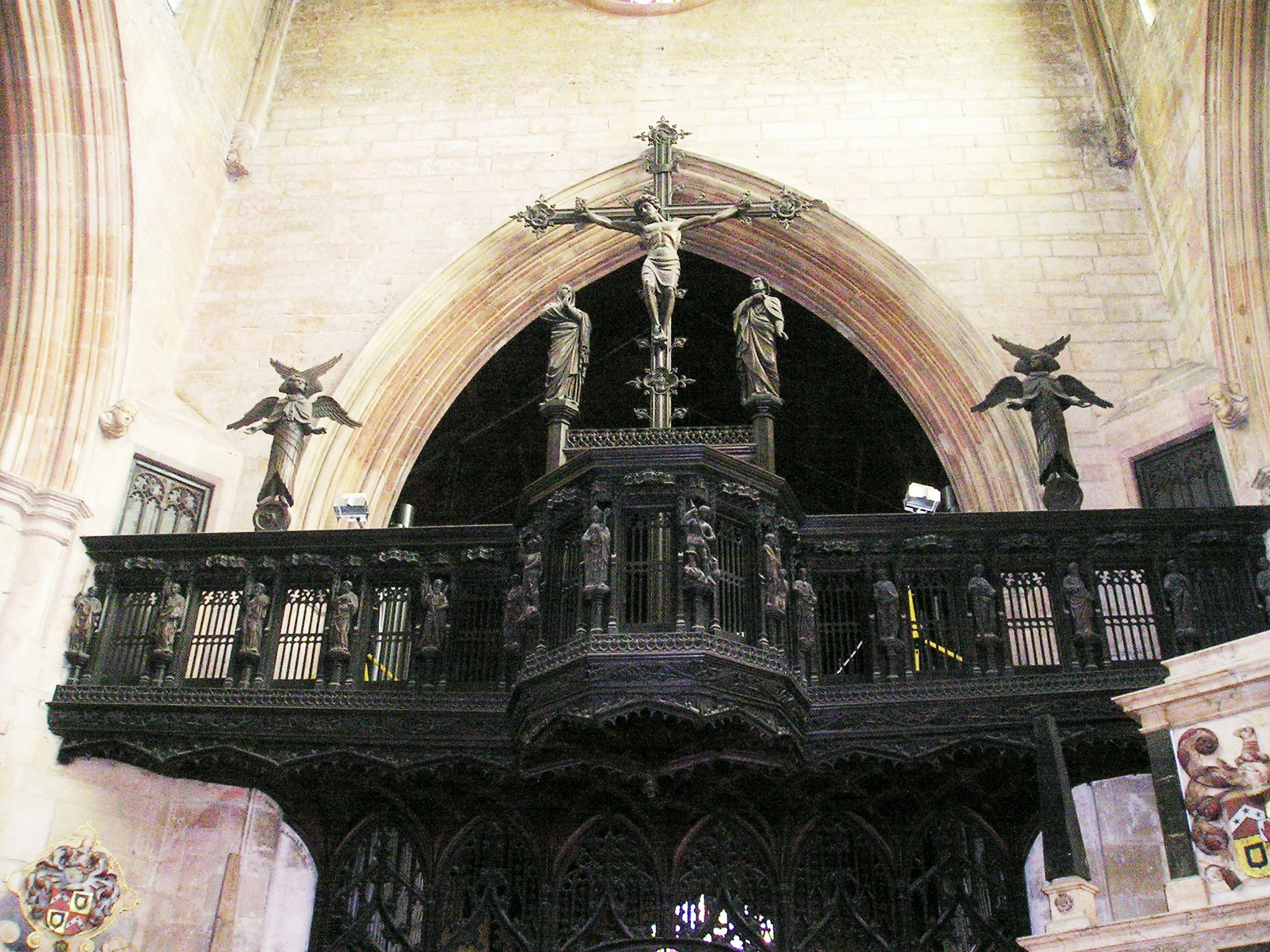
Lettner

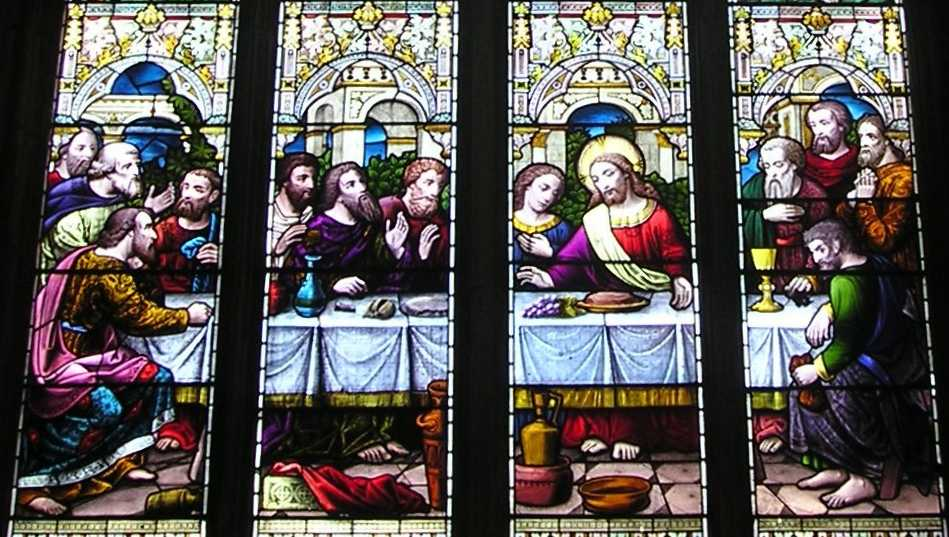
Glasmalerei, das letzte Abendmahl darstellend

St. Denys Church ist die anglikanische Gemeindekirche von Sleaford in Lincolnshire in Großbritannien.

## Lage
Die Kirche steht mit der Westfront an der östlichen Seite des Marktplatzes.

## Geschichte
Im Domesday Book von 1086 ist erwähnt, dass es in Sleaford einen Priester und eine Kirche gibt. Ältester Teil der dem hl. Dionysius geweihten Kirche ist der Turm (frühgotisch von circa 1180) mit seiner Spitze (von circa 1200). 1271 stifteten zwei Kaufleute eine Marienkapelle. Um 1360 bis 1370 erfolgte ein Neubau des Mittelschiffs und der beiden Seitenschiffe mit ihren Maßwerkfenstern. Um 1380 wurde das nach Norden gerichtete Querschiff erbaut, „Lady Chapel“ genannt; die Nordwand dieser Kapelle erhielt ein großes Maßwerkfenster. Um 1430 kam der Chor im Perpendicular Style hinzu. Dieser Baubestand blieb bis heute nahezu unverändert. Nur die St Hugh’s Chapel wurde 1853 an das nördliche Seitenschiff und an das Querhaus angebaut. Am 21. September 1884 zerstörte ein Blitz den Turm. Der Wiederaufbau erfolgte in den Jahren 1885 und 1886; 2003 wurde ein neuer „bell-ringing“-Raum geschaffen.
In der Ausstattung gab es mehrmals Veränderungen. So entfernte man nach der Reformation 1566 den Oberteil des mittelalterlichen Lettners und verbrannte ihn auf dem Marktplatz. 1758 bis 1784 baute man Nord-, West- und Südemporen ein, die 1853 wieder entfernt wurden. 1772 kam eine Orgel von Samuel Green in die Kirche; 1891 wurde die Orgel verkauft und eine neue der Firma Forster & Andrews aus Hull installiert. 1920 wurde der Lettner (wieder-)errichtet.

## Ausstattung und Besonderheiten
- Dem Chorbogen vorgesetzter hölzerner Lettner mit Kanzelausbuchtung und 16 geschnitzten Figuren; auf dem Lettner hölzerne Kreuzigungsgruppe und zwei Engel (1918; von Ninian Comper)
- Glasmalereien der Fenster, 19. bis 21. Jahrhundert (Nazarenerstil bis Moderne; unter anderem von William Morris, Nicholas Pevsner und Glenn Carter)
- Grabdenkmal des Sir Edward Carre († 1618) (rechts vor dem Chor) und Grabdenkmal des Sir Robert Carre († 1590) (links vor dem Chor)
- Solaranlage auf dem Dach des südlichen Seitenschiffs mit Nutzungsanzeige im Innern der Kirche

### Orgel
Die Orgel wurde 1891 von den Orgelbauern Forster & Andrews (Hull) erbaut, und 1966 von den Orgelbauern Harrison & Harrison (Durham) mit elektropneumatischen Trakturen neu errichtet. 1999 restaurierte der Orgelbauer A. Carter (Wakefield) das Instrument. Die Disposition blieb weitgehend unverändert. Das Instrument hat 26 Register auf drei Manualen und Pedal. Die Trakturen sind elektropneumatisch.
| I Choir C–g3      |    |
| Violin Diapason   | 8′ |
| Lieblich Gedact   | 8′ |
| Flauto Traverso   | 4′ |
| Flautina          | 2′ |
| Mixture II        |    |
| Corno di Bassetto | 8′ |

| II Great C–g3 |       |
| Open Diapason | 8′    |
| Hohl Flute    | 8′    |
| Gamba         | 8′    |
| Principal     | 4′    |
| Twelfth       | 2 ⁄3′ |
| Fifteenth     | 2′    |
| Mixture III   |       |
| Trumpet       | 8′    |

| III Swell C–g3 |    |
| Open Diapason  | 8′ |
| Salicional     | 8′ |
| Celeste        | 8′ |
| Gemshorn       | 4′ |
| Piccolo        | 2′ |
| Cornopean      | 8′ |
| Oboe           | 8′ |

| Pedal C–f1  |     |
| Open Wood   | 16′ |
| Bourdon     | 16′ |
| Violoncello | 8′  |
| Flute       | 8′  |
| Viola       | 4′  |